# 阿兰特萨苏朝圣所
阿兰特萨苏圣母朝圣所（Arantzazuko santutegia；[aˈɾants̻as̻u]）是一个方济各会朝圣所，位于西班牙巴斯克自治区吉普斯夸省奥尼亚蒂。在吉普斯夸省，阿兰特萨苏圣母与依纳爵·罗耀拉是最受尊敬的主保圣人。
这个地方受益于艾斯科里山脈宁静的氛围，以及良好的道路基础设施，经常有朝圣者和游客参观。它位于传说中1468年阿兰特萨苏圣母在荆棘丛中向牧羊人罗德里戈·德·巴兰扎特吉显现的地点。
1885年9月13日，教宗良十三世为圣像加冕。1705年，一幅阿兰特萨苏圣母像的复制品被带到菲律宾。2017年5月31日，教宗方济各为菲律宾阿兰特萨苏圣母加冕，这幅圣像现在在黎剎省San Mateo。

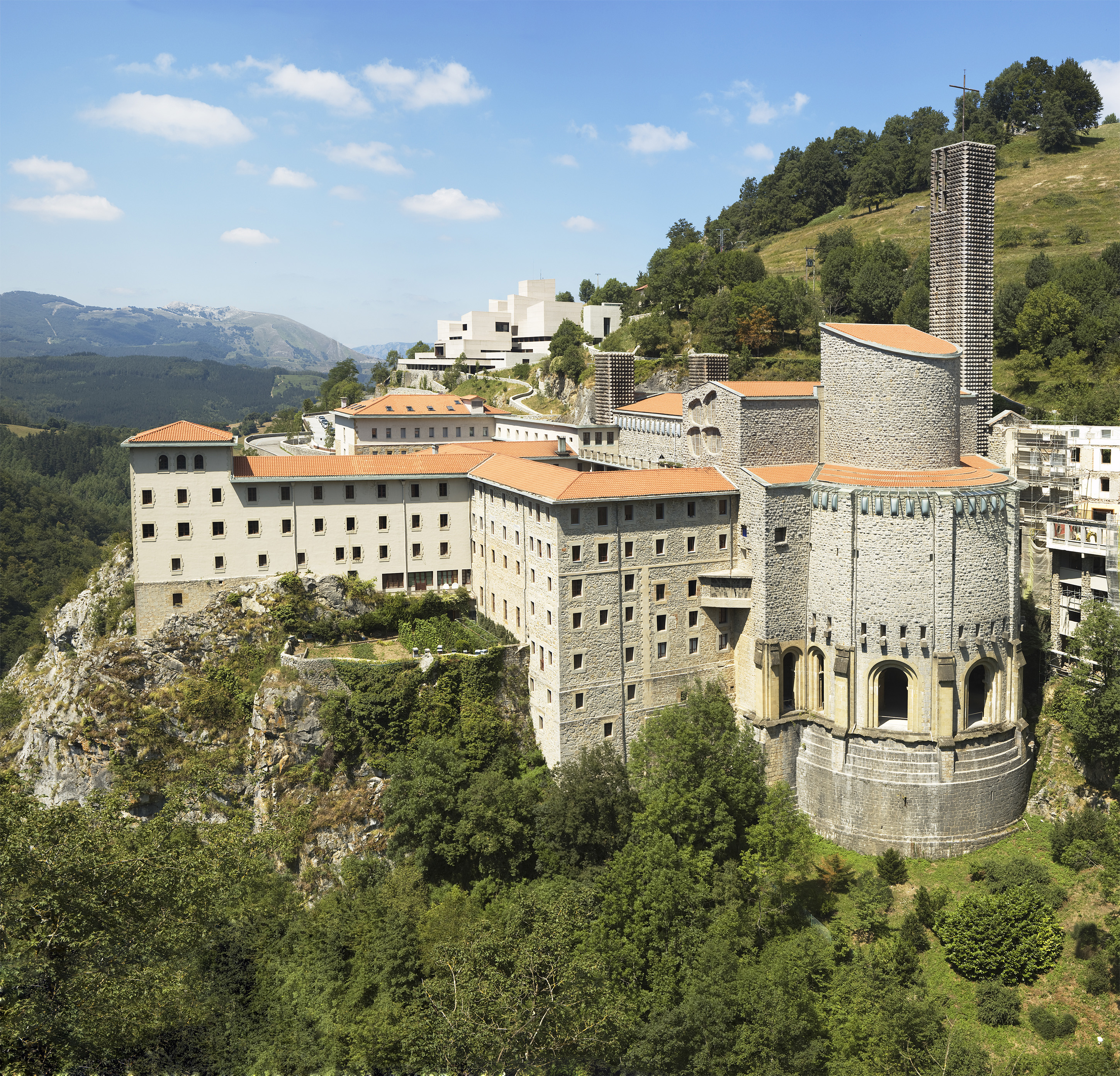

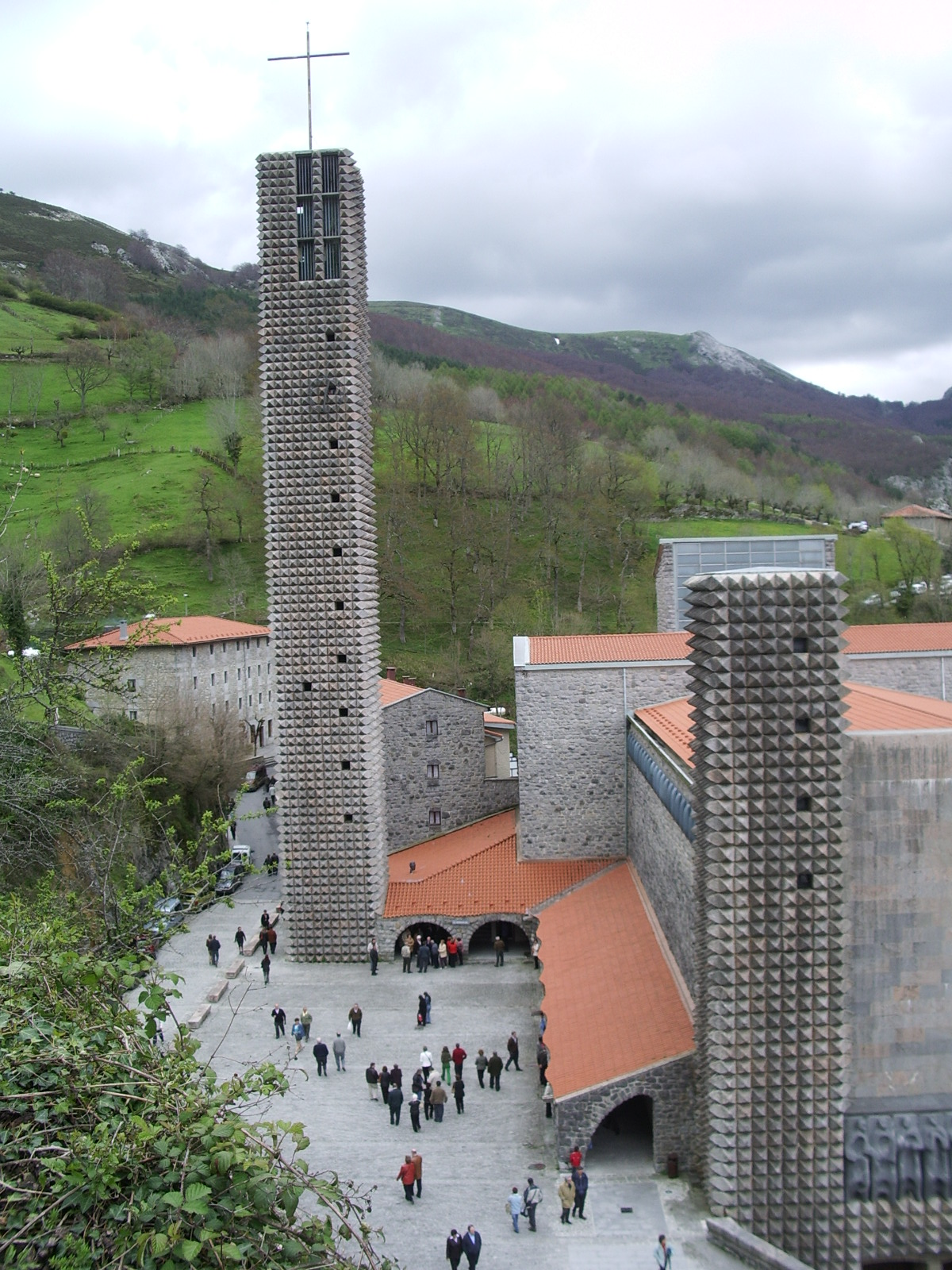